# Пелагія
Пелагі́я, Пелаге́я — християнське жіноче ім'я.
Інші форми — Пелагея, Палажка, Палагна, Палага, Полага, Пелага, Пазя.

## Етимологія
Походить від грец. Πελαγία, утвореного від πέλαγος — «море» або «відкрите море».

## Іменини
8 жовтня за новогригоріанським календарем.

## Відомі носійки
- Пелагія Антіохійська, вшанування пам'яті 8 жовтня
- Пелагія (принцеса вестготська)
- Пелагія Каленикович (?-1699) — перша дружина Івана Скоропадського
- Рене-Пелагія де Сад, дружина Маркіза де Сада.
- Пелагея Сергіївна Ханова (відома як просто Пелагея) — російська співачка
- Пелагея Яківна Литвинова (1833—1904) — українська етнографиня, фольклористка
- Пелагея Іванівна Глущенко (1908—1983) — українська художниця
- Шолом Пелагія Євдокимівна (1910-1969) — українська радянська діячка, депутат ВР СРСР